# Fontana (futbolista)
José de Anchieta Fontana (Santa Teresa, Brasil, 31 de diciembre de 1940-ibídem, 9 de septiembre de 1980), más conocido como Fontana, fue un futbolista brasileño que jugaba como defensa.
Fue el primer capixaba (nacido en el estado de Espírito Santo) en participar en una Copa del Mundo, y el único en ganarla.

## Fallecimiento
Fontana murió el 9 de septiembre de 1980 a la edad de 39 años, tras sufrir un ataque al corazón mientras jugaba un partido de fútbol con amigos.

## Selección nacional
Fue internacional con la selección de fútbol de Brasil en 7 ocasiones. Formó parte de la selección campeona del mundo en 1970.

### Participaciones en Copas del Mundo
| Mundial                        | Sede   | Resultado | Partidos | Goles |
| ------------------------------ | ------ | --------- | -------- | ----- |
| Copa Mundial de Fútbol de 1970 | México | Campeón   | 1        | 0     |

## Clubes
| Club          | País   | Año       |
| ------------- | ------ | --------- |
| Vitória-ES    | Brasil | 1958      |
| Rio Branco    | Brasil | 1959-1962 |
| Vasco da Gama | Brasil | 1962-1968 |
| Cruzeiro      | Brasil | 1969-1972 |

## Palmarés

### Campeonatos regionales
| Título               | Club          | País   | Año  |
| -------------------- | ------------- | ------ | ---- |
| Campeonato Capixaba  | Rio Branco    | Brasil | 1959 |
| Campeonato Capixaba  | Rio Branco    | Brasil | 1962 |
| Taça Guanabara       | Vasco da Gama | Brasil | 1965 |
| Torneo Río-São Paulo | Vasco da Gama | Brasil | 1966 |
| Taça Guanabara       | Vasco da Gama | Brasil | 1967 |
| Campeonato Mineiro   | Cruzeiro      | Brasil | 1969 |
| Campeonato Mineiro   | Cruzeiro      | Brasil | 1972 |

### Copas internacionales
| Título                 | Selección | Sede   | Año  |
| ---------------------- | --------- | ------ | ---- |
| Copa Mundial de Fútbol | Brasil    | México | 1970 |